# Primeira Guerra Civil de Honduras

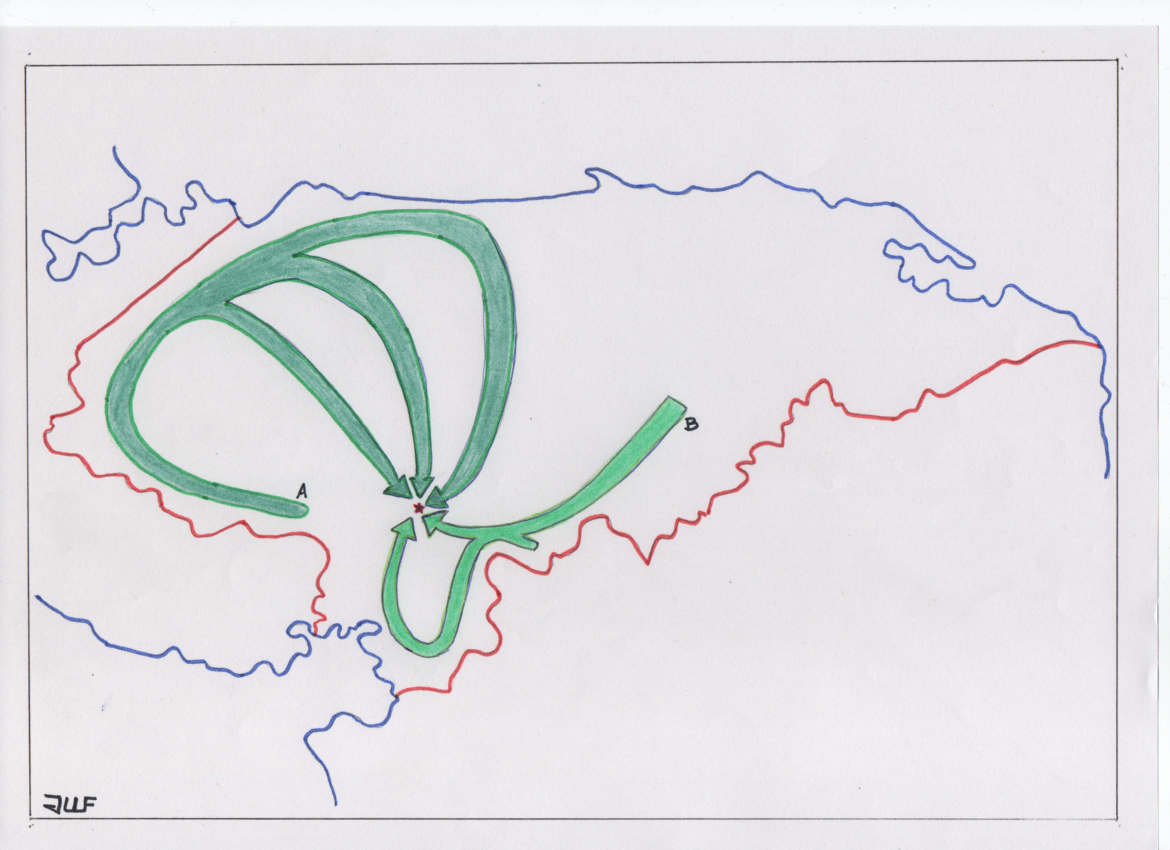
Plano da 1.ª guerra civil de Honduras de 1919.
A) Exército Rebelde do Ocidente.
B) Exército Rebelde do Oriente.
- Cidade de Tegucigalpa.

A Primeira guerra civil de Honduras ou Revolução de 19 foi um conflito armado que teve lugar na república de Honduras em 1919.

## Antecedentes
Em 1919, o Dr. Francisco Bertrand Barahona estava no final de seu mandato. Em uma tentativa de colocar seu cunhado Dr. Nazario Soriano na presidência, os oponentes políticos rebelam-se contra ele, no mês de março, já que devido à ascensão das corporações transnacionais americanas que operavam no país desde o século XIX, o presidente hondurenho tinha que ser uma figura fraca e administrável para realizar suas vontades.
Isto é, alguém que não as prejudicaria com a criação de um sindicato de trabalhadores de tais empresas, que não promulgassem leis que favorecessem os mesmos empregados, que não aumentassem seus tributos operacionais, nem as proibissem de adquirir as terras que desejassem e muito menos que aplicasse a moeda nacional "lempira". A moeda havia sido criada em 1912 e posta em circulação em 1919; mas a implementação não se materializou em sua totalidade, devido à rotação do dólar americano que era movimentada nos portos hondurenhos.
As pretensões do Presidente Bertrand foram tão longe que ele afirmou que foram feitas acusações contra o empresário americano Samuel Zemurray para provocar a revolução.
No mês de abril realizaram-se eleições gerais e o ganhador foi Nazario Soriano pelo Partido Nacional de Honduras. Soriano era um desconhecido para a população, já que sempre tinha residido no exteriordevido a sua nomeação como cônsul de Honduras na cidade de Nova Orleães, nos Estados Unidos. Os detratores pegaram em armas contra o governo e a suposta sucessão manipulada, onde o apadrinhado de Bertrand era o único candidato com opções.
Entre os postulantes presidenciais encontravam-se: o coronel e licenciado Jerónimo J. Reina Ministro da Guerra; Francisco J. Mejía; Alberto de Jesús Membreño Vásquez, candidato oficial do Partido Nacional de Honduras que foi preso e levado a Guatemala supostamente para proteger sua vida; e o político e general Rafael Salvador López Gutiérrez candidato do Partido Liberal de Honduras. No mês de julho, Bertrand suspendeu as garantias dos direitos civis dos cidadãos, para que não houvesse eleições e pudesse impor seu sucessor, sendo esse o gatilho da guerra civil.
No mês de julho, Antonio López Gutiérrez, irmão do general López Gutiérrez e ministro de Honduras em Washington, D.C. solicitava secretamente ao Departamento de Estado americano que tomasse medidas com o propósito de assegurar umas eleições livres em Honduras.
Entre os cabeças da rebelião estavam os oficiais intibucanos Vicente Tosta Carrasco. Quando Bertrand declarou-se ditador Bertrand, Tosta foi deposto e encarcerado por ser opositor político. No entanto, libertado por seus aliados e promovido a coronel, uniu-se a seus compadres e paisanos os coronéis Gregorio Ferrera e J. Ernesto Alvarado, entre outros oficiais quem juraram retirar Bertrand do poder em prol do general Rafael López Gutiérrez.
López havia procurado colaboração com os liberais da Guatemala e com os conservadores da Nicarágua. Além disso contavam com o beneplácito do homem mais rico de Honduras, dom Santos Soto Rosales, que emprestava sua residência para as reuniões do grupo rebelde. Entre eles, estavam os cidadãos Manuel Adalid e Gamero, Jesús M. Alvarado, Vicente Mejía Colindres, Carlos Lagos e Marcial Lagos. Também participavam das reuniões liberais de renome, entre eles: a Raúl Toledo López, sobrinho de López Gutiérrez, o Licenciado Antonio R. Reina, Abel Gamero, ex aluno da Academia Militar dos Estados Unidos que havia sido designado Agente Político da Revolução em Nicarágua, e provedor de armas, munições e pertrechos para o exército rebelde.

## Movimentos das partes
Em 24 de julho, o governo de Bertrand solicitou um empréstimo à “Junta de águas” da cidade de Santa Rosa de Copán pela quantidade de 1.000 pesos hondurenhos para despesas militares. Além disso,procura apoio com o governante de El Salvador.
Em 23 de julho, o representante estadounidense em Tegucigalpa informava ao Ministério de Relações Exteriores de Honduras, que os senhores: Francisco López Padilla, José Jorge Callejas, Paulino Valladares, Rómulo E. Durón, Saturnino Medal e Silverio Laínez solicitaram asilo político. Igualmente, Josehp Walter cônsul da Grã-Bretanha, informava a seu igual estadounidense que os senhores Magín Herrera, Vicente Mejía Colindres e Venancio Callejas se encontravam em sua sede em qualidades de exilados, enquanto se solucionava o conflito.
Em 25 de julho, o exército rebelde do ocidente tomou os municípios de La Esperanza e Intibucá, comandadas pelo general José Ramírez, que faleceu na revolta. Seus oficiais, coronel Vicente Tosta Carrasco e Gregorio Ferrera, receberam ordens de avançar até as cidades de Gracias, Santa Rosa e depois partir para o norte. A primeira cidade a cair foi Gracias (Lempira) que estava sob o comando do general José León Castro.
Em 29 de julho, a Plaza de Cedros, Francisco Morazán, sob ordens do Major José Inocente Triminio Osorio Comandante Seccional de Cedros, é atacada pelas forças revolucionárias que tomaram a mesma.

### Combates no centro de Honduras
Enquanto, a coluna rebelde comandada pelo general Rafael Salvador López Gutiérrez tentava tomar o centro do país e a capital, López Gutiérrez combateu e derrotou às forças governamentais sob comando do general Eulogio Flores estacionadas na localidade de "Teupasenti", e em seguida avançou até chegar as imediações de "El Pedregalito".

### Tomada do ocidente
Os generais José María Reina, Ernesto Alvarado, os coronéis Vicente Tosta Carrasco, Flavio Delcid e Gregorio Ferrera e o capitão Natividad Pérez, líderes do “Exército revolucionário do Ocidente” iniciaram suas operações bélicas no ocidente de Honduras. Em 11 de agosto, às 5 horas, atacaram a cidade de Gracias. Em seguida, partem para Santa Rosa de Copán com um bom exército e outros que se uniram às suas forças.
Os rebeldes se aproximaram da cidade pelo leste e a rodearam para poderem sitiá-la. Ao serem avistados pelas forças governamentais santarrocenses, o comando do licenciado Jesús María Rodríguez, Comandante de Armas de Santa Rosa, e o general Alfonso Ferrari ordenam ao coronel Vicente Ayala que reforce a guarda da Prefeitura Constitucional. Ademais, ordenam que se preparam tanto os soldados como os cidadãos para o combate, que não tem ocorreria até  quarta-feira 13, se estendendo até o sábado 16 de agosto. A cidade foi defendida 400 soldados bem equipados; mas, após várias horas de combate, Santa Rosa de Copán rendeu-se aos rebeldes.
Neste ato, o general Vicente Tosta Carrasco retirou da mesma "Junta de Água" 5.000 pesos hondurenhos para a campanha rebelde, depois foi para o norte.

## Tomada de Santa Bárbara
O general José María Reina e as tropas revolucionárias marcharam para Santa Bárbara, encontrando-se, na localidade de San Nicolás, com forças governamentais ao comando do coronel Teófilo Castillo, de origem mexicana; o combate foi intenso, até a vitória dos rebeldes.

### Tegucigalpa
Em 29 de agosto, caem as posições defensivas governamentais estacionadas em El Pedregalito, devido ao avanço das forças rebeldes.

## Tomada de San Pedro Sula
Em 2 e 3 de setembro, o comandante Geral José María Reina H, o coronel Vicente Tosta Carrasco, o general Simón Aguilar (originario de Comayagüela), o coronel Gregorio Ferrera, o doutor e general Ernesto Alvarado “Alvaradito” (originario de Trujillo) combateram na cidade de San Pedro Sula, que também caiu em seu poder. Na batalha, faleceu o general Teófilo Cárcamo. Os rebeldes dirigiram-se para a cidade de Puerto Cortés.
O embaixador dos Estados Unidos em Honduras Thomas Sambola Jones solicitou o fim das hostilidades e a renúncia do presidente Bertrand. Também demandou ajuda do governo estadounidense para uma intervenção militar. Nessa altura, mais 800 pessoas haviam morrido nas principais cidades do país: Tegucigalpa, Gracias, La Esperanza, Santa Rosa de Copán, Santa Bárbara e San Pedro Sula.

### Tomada de Danlí
O “Exército Revolucionário do Oriente” reuniu-se para atacar a cidade de Danlí no mês de setembro. Para isso, os oficiais encarregados da missão foram: o general Gregorio Aguilar, o general Salvador Cisneros, o general Adolfo Zúniga. Seus oponentes seriam um exército ao comando do Coronel José María Díaz Gómez e seus oficiais: Inocente Triminio, Leonidas Pineda, Rosendo Fortín, José Alvarado, Félix Alemão, Enrique Varela, Mariano Godoy e Fernando Pombo.
O quartel geral rebelde foi estabelecido no cerro de “El Estiquirinero”, com três colunas que se situaram estrategicamente, rodeando seu objetivo. O coronel Mendoza atacaria pelo norte; o coronel Cisneros pelo sul e o coronel Aguilar pelo oriente. Ao final de um dia de batalha, os prisioneiros foram desarmados e os rebeldes brindaram à sua liberdade.
Em 9 de setembro de 1919, Barahona renunciou ao comando executivo no Conselho de Ministros e junto com o Dr. Nazario Soriano, Froilán Turcios, Andrés Soriano e outros amigos e apoiadores, foram para San Lorenzo, em dois carros que tinham a frente coberta com a bandeira dos Estados Unidos, para não serem presos, de lá partiram para os Estados Unidos. O Conselho dirigido pelo Ministro de Governo Salvador Aguirre esteve no comando da administração até o dia 16 de setembro, quando ele foi tomado por Vicente Mejía Colindres, que servia como Ministro de Relações Exteriores, até o dia 5 de outubro.Após a renúncia do presidente Bertrand e alguns dias antes das tropas do General López Gutiérrez entrarem em Tegucigalpa, seu irmão Antonio López Gutiérrez escreveu à Divisão Latino-Americana do Departamento de Estado americano: "... é necessário que um governo forte e central seja criado, queremos que o Departamento de Estado nos dê apoio moral para esse propósito".
O Congresso Nacional de Honduras ordenou a colocação de Francisco Bográn Barahona na presidência provisória. Ele tomou posse em 5 de outubro e convocou o povo para realizar eleições gerais.
Woodrow Wilson, presidente dos Estados Unidos, enviou o USS “San José” a Amapala, na costa sul de Honduras, a fim de forçar o diálogo, pôr fim à guerra e voltar à democracia. Assim mesmo, os insurgentes salvadorenhos que atuavam sob ordens dos rebeldes foram capturados.

## Tácticas militares
- O Exército rebelde movia-se à noite e, sob a escuridão, atacavam aos quartéis e edifícios do governo.
- Os ataques eram rápidos e multitudinarios.
- Uso da ametralladora.

## Pós guerra
Após a guerra civil emerge como candidato presidencial do Partido Liberal de Honduras o general Rafael López Gutiérrez, que entrou triunfante com suas tropas na cidade de Tegucigalpa em 17 de setembro. Por sua vez, o doutor e general Tiburcio Carias Andino pretendia realizar uma contrarrevolução por não aceitar Gutiérrez como aspirante presidencial. Ele concorreu contra o Partido Nacional Democrata, que tinha como candidatos os advogados Alberto de Jesús Membreño e Antonio Madri.
No mês de outubro realizam-se as eleições e  López Gutiérrez  sai vencendor, tendo como vice-presidente odoutor José María Ochoa Velásquez. Eles tomaram posse em 1 de fevereiro de 1920.

## Consequências
- O Governo hondurenho assegurou-se manter e melhorar suas Forças Armadas e criar uma Força Aérea leal.
- O General Rafael López Gutiérrez quis manter-se no poder, o que implicou em uma Segunda Guerra Civil de Honduras em 1924.
- As empresas multinacionais (bananeiras, mineiradoras) apoderaram-se de uma maior parte de terrenos costeiros na zona norte de Honduras.[12]
- Aumento na pobreza, desnutrição, maus salários, e má assistência sanitária ao povo.
- Criação de um sindicato por parte dos empregados das multinacionais.
- Fundação do Partido Comunista de Honduras.
- Tratado de Paz entre os países centroamericanos.